# Paratricoma aberrans
Paratricoma aberrans är en rundmaskart som först beskrevs av Hans August Kreis 1937.  Paratricoma aberrans ingår i släktet Paratricoma och familjen Desmoscolecidae. Inga underarter finns listade i Catalogue of Life.